# Ctenoides ales
Ctenoides ales · Lime électrique
Espèce
Synonymes
- Lima alata Hedley, 1898[2]
- Lima ales Finlay, 1927[2]

Ctenoides ales, communément nommé Lime électrique, est une espèce de mollusques bivalves marins de la famille des Limidae.
La Lime électrique est présente dans les eaux tropicales de la zone centrale de l'Indo-Pacifique, soit de l'Indonésie à l'archipel de Palaos en passant par la Nouvelle-Calédonie.
Son nom vernaculaire est lié au phénomène d'"arc électrique" visible lorsque le bivalve est observé. Toutefois selon le L. Dougherty, ce phénomène n'est absolument pas lié à la bioluminescence mais est simplement issu de la réflexion de la lumière ambiante (soleil, torche…) sur les tissus hautement réflectifs de la bordure externe du manteau de l'animal,.

## Galerie

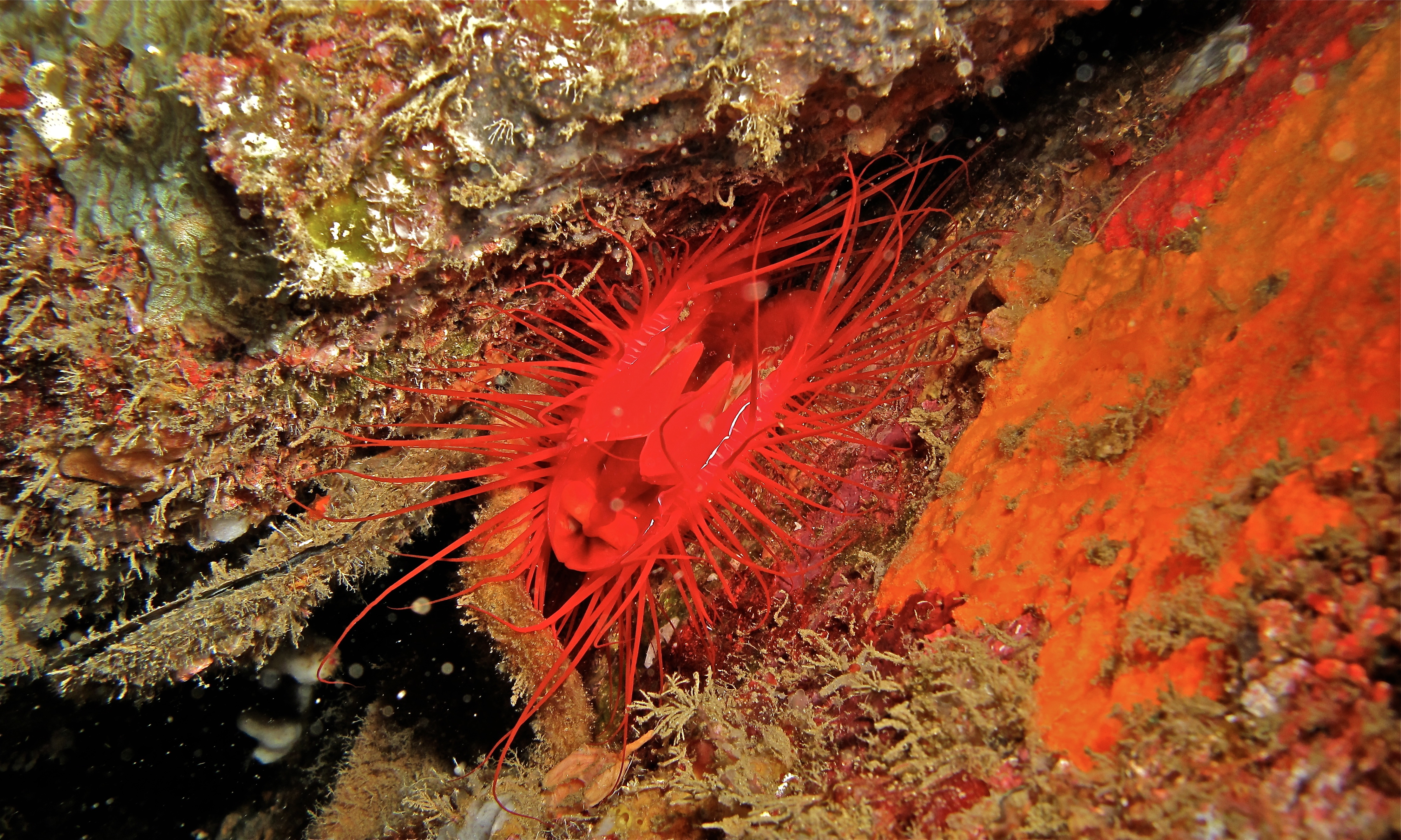
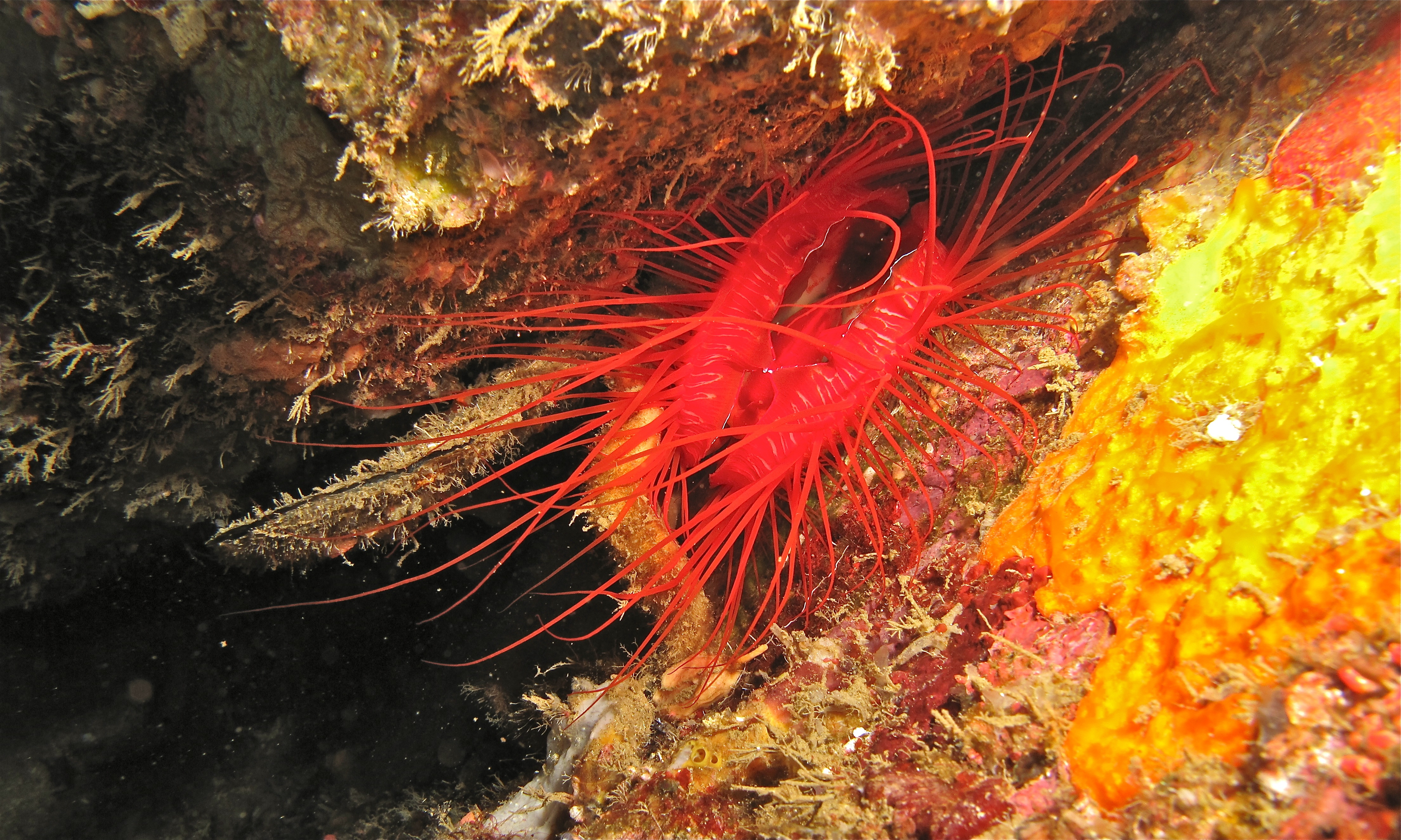
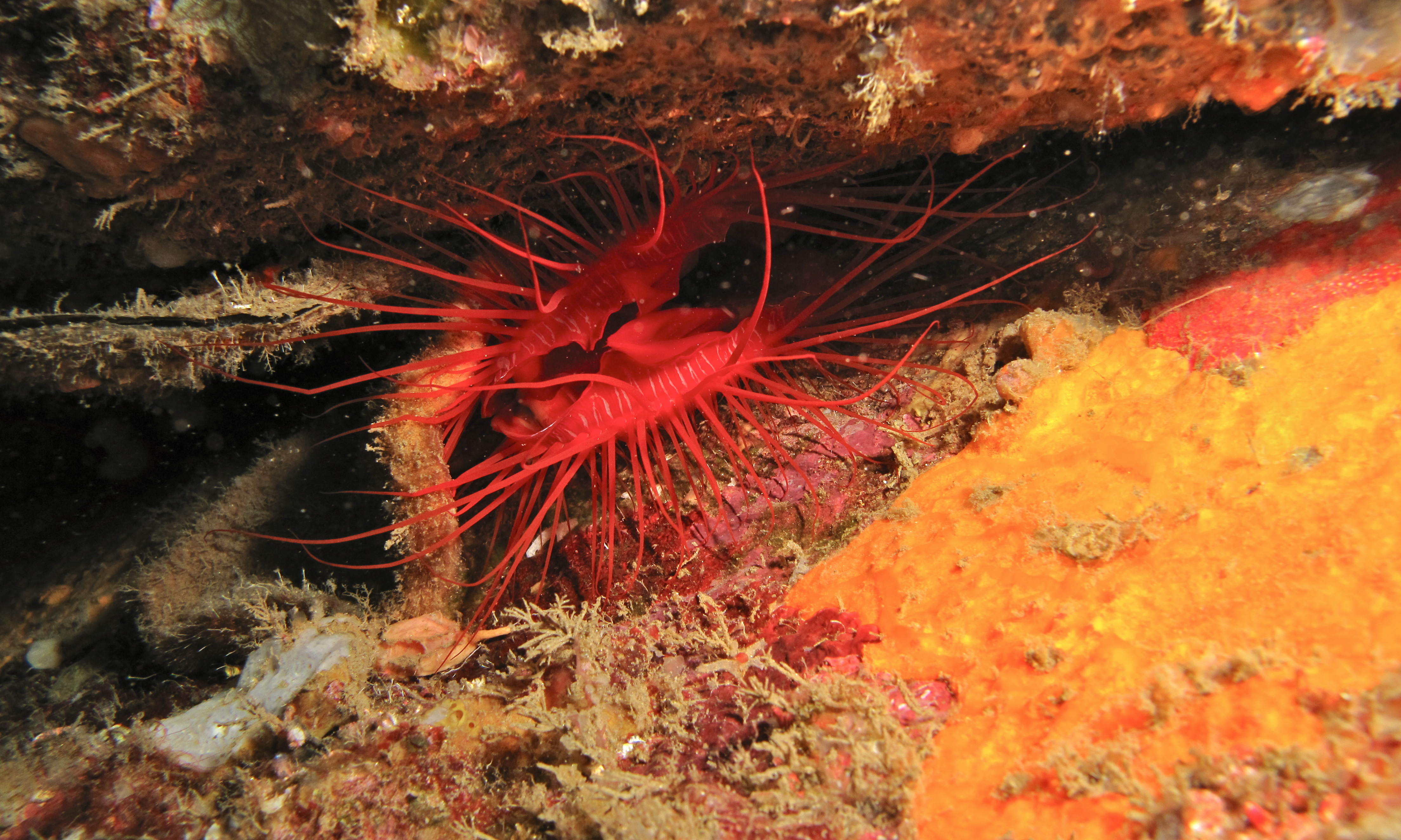